# Régence
Régence (französisch für „Regentschaft“) bezeichnet den Kunststil während der Regentschaft Philipps von Orléans (1715–1723). Er stellt eine Übergangsform vom Barock zum Rokoko dar.

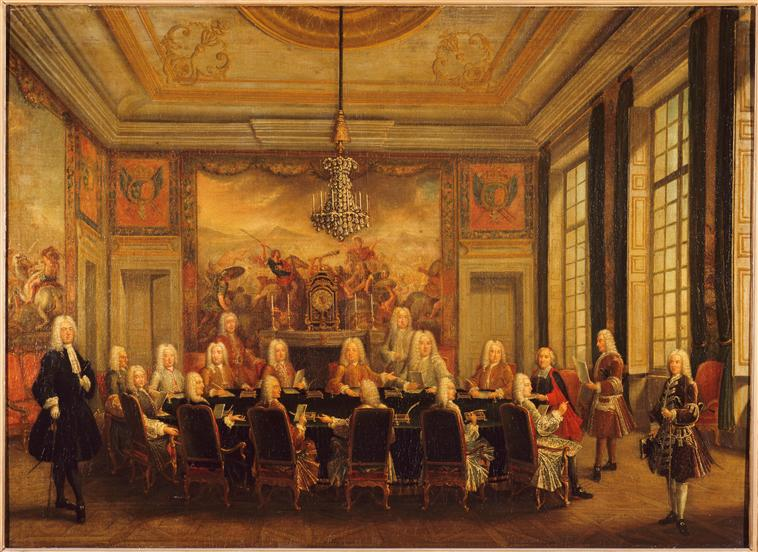
Versammlung Philipp von Orléans mit Kardinal Fleury

## Vorgeschichte
Das Schloss Versailles, in dem  Ludwig XIV. residiert hatte, sollte nach dessen Testament erst durch den Urenkel bei Volljährigkeit wieder bezogen werden. Der Kindkönig zog zwar schon etwas früher dorthin, doch blieb der Palast zunächst jahrelang verlassen. Der Regent Philipp von Orléans bewohnte stattdessen das Palais Royal seines Vaters in Paris.
Viele aristokratische Familien, die Ludwig XIV. nahegestanden hatten, wollten sich nicht an den Hof Philipp von Orléans begeben und zogen sich in ihre Stadtpalais, genannt Hôtels particuliers, im Marais oder im Faubourg Saint-Germain zurück, teilweise kehrten sie Paris auch den Rücken und zogen auf ihre Landsitze. An Salon-Abenden in den Palais und Schlössern trafen die Besucher auf Schriftsteller, Dichter und Philosophen, musizierten und suchten geistige Anregung sowie elegante Zerstreuung.

## Kurzbeschreibung des Kunststils

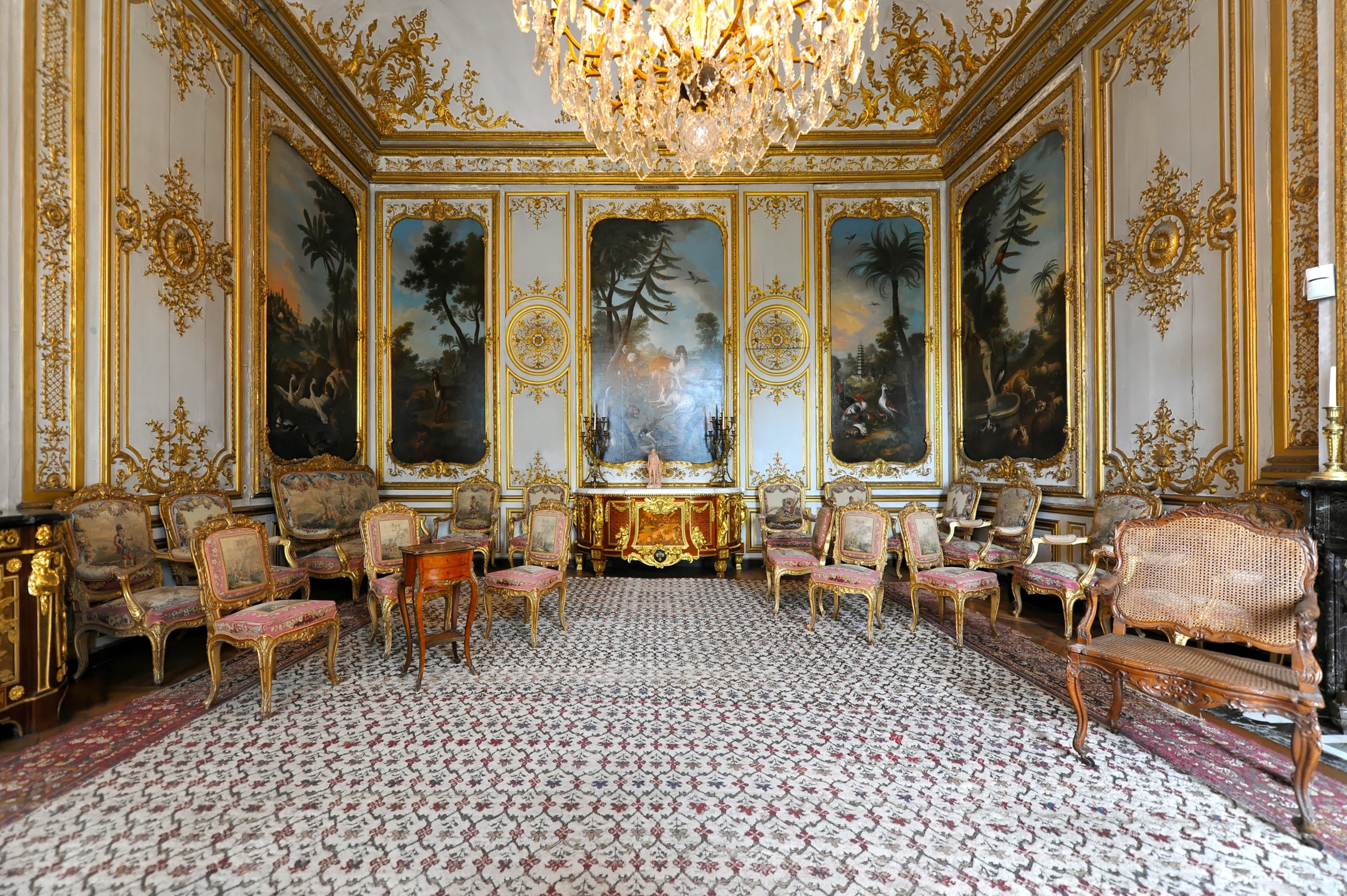
Interieur im Régence-Stil, um 1720, Schloss Chantilly

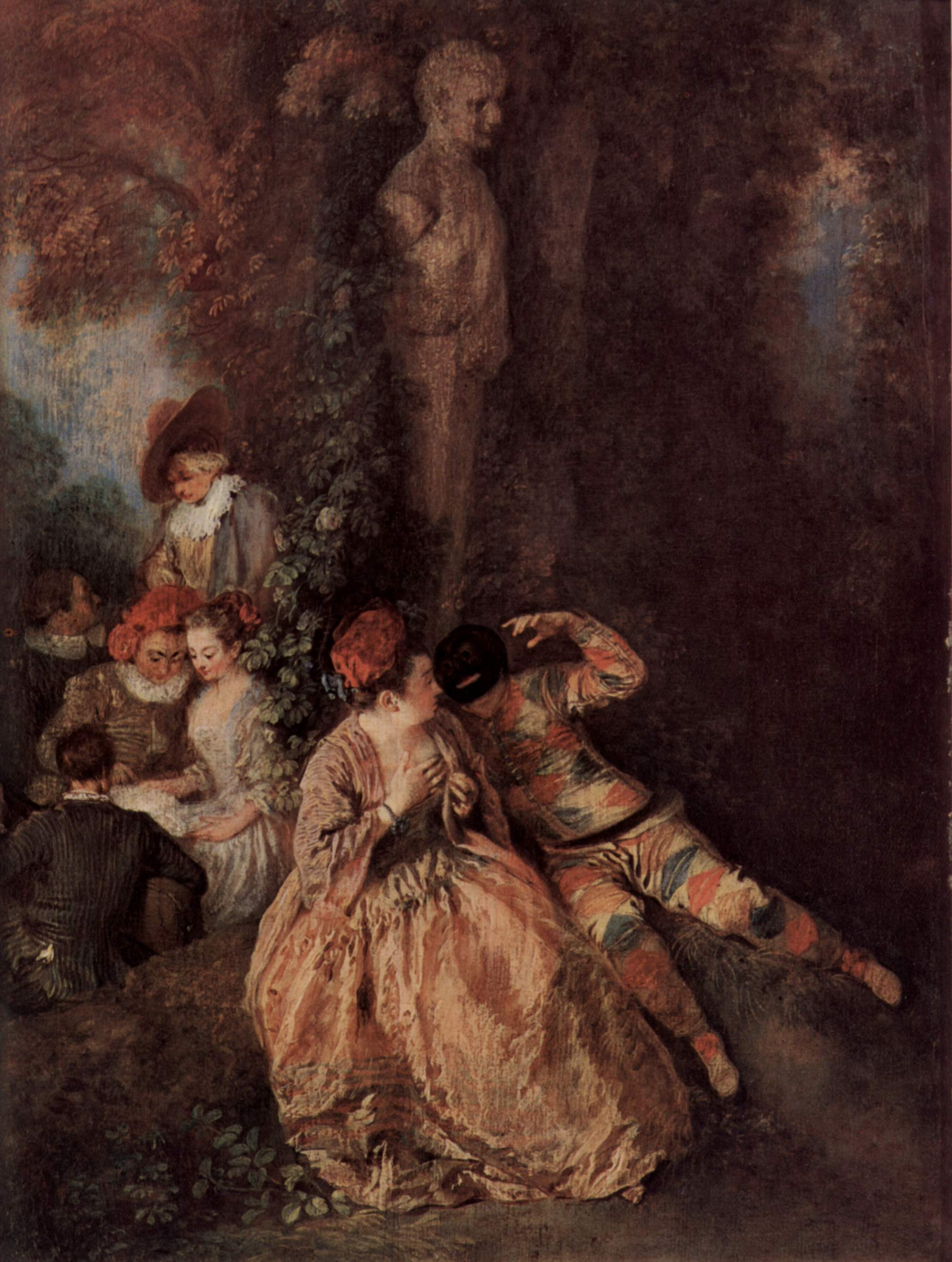
Antoine Watteau: Der galante Harlekin, ca. 1716

Intime Sujets und feine Farben, wie etwa bei Antoine Watteau sowie seinem Lehrer Claude Audran III, erfreuten sich großer Beliebtheit. Beide machten die floralen Rankenformen und Wellenmotive populär, die später für das Rokoko stilbildend werden sollten. Die Kunsthandwerker Thomas Germain und Gilles-Marie Oppenord, letzterer Musterzeichner des Regenten, ließen sich in ihrer Arbeit von norditalienischen asymmetrischen und unregelmäßigen Kartuschen beeinflussen. Die phantasievollen Ornamentdrucke Jean Bérains, die u. a. von Grotesken der Renaissance inspiriert waren, beeinflussten ebenfalls die gesamten dekorativen Künste, nicht nur in Frankreich, sondern auch in England und einem Großteil Nordeuropas.
Der Geisteshaltung des Adels entsprechend, zeigt sich der Régencestil vor allem in der Innendekoration und dem Möbeldesign; das Äußere der Gebäude blieb noch lange stark vom 17. Jahrhundert beeinflusst.
Der Möbeltischler André-Charles Boulle machte neue Möbelstücke populär, etwa den flachen Schreibtisch (Bureau plat), die Kommode und den niedrigen Bücherschrank bzw. das Kabinett (Bas armoire). Allgemein waren die Tische kleiner, filigraner und leichter zu handhaben. Vor allem Konsoltische gewannen an Bedeutung und wurden in die Innendekoration integriert, etwa indem sie unter einem Spiegel platziert waren und mit dessen Formen korrespondierten. Für die Frauen entstand eine neue Art kleiner Toiletten- oder Damenschreibtisch (Bonheur du jour). Dazu kamen neue Stuhlformen, voyeuses oder ponteuses genannt, auf denen die Nutzer rittlings saßen, um anderen Salonteilnehmern beim Spiel zuzuschauen oder im Gespräch zuzuhören.
Als Materialien kamen exotische Hölzer aus Asien und Afrika auf, die aus den Kolonien importiert wurden, z. B. Seidenholz, indischer Palisander oder Amaranthholz. Ornamente wie weibliche Masken, Affen, Muscheln und Fledermausflügel wurden beliebt, sowie Palmetten, Sonnenblumen und Akanthusblätter. Hintergründe waren häufig kariert oder mit Rauten verziert. Auch Chinoiserien, die im Rokoko noch wichtiger werden sollten, waren schon vertreten.
Auf dem Gebiet der Silberarbeiten der Régence wurde vor allem der Goldschmied Juste-Aurèle Meissonnier berühmt, der es in seinen innovativen Entwürfen immer wieder schaffte, die perfekte Balance zwischen Asymmetrie, Dynamik und Spannung zu finden.